# Eve Arden
Eve Arden (Mill Valley, California, 30 de abril de 1908 - Los Ángeles, 12 de noviembre de 1990) fue una actriz y comediante estadounidense ganadora de un premio Emmy.

## Biografía
Su verdadero nombre era Eunice Mary Quedens y nació en California. Su madre, sombrerera, se divorció de su padre por su adicción al juego y trabajó por su cuenta. Tras terminar el instituto, Quedens se unió a una compañía teatral. Debutó en el cine en 1929 con su nombre real, en el musical Song of Love que fue uno de los primeros éxitos de la productora Columbia Pictures. En 1933 se mudó a Nueva York, donde obtuvo papeles secundarios en varias obras teatrales de Broadway. En 1934 fue elegida para la revista Ziegfeld Follies, donde empleó por primera vez su nombre artístico. Cuando le pidieron uno para el espectáculo, miró sus cosméticos y escogió «Arden» por la marca de perfumes y «Eve» por la abreviatura del nombre de uno de ellos, Evening in Paris.
Arden desarrolló una larga carrera de casi sesenta años tanto en cine como en teatro, televisión y radio, obteniendo rotundos éxitos en todos los ámbitos. En el cine desempeñó principalmente papeles secundarios, interpretando normalmente a la fiel amiga de la protagonista, en papeles de mujer independiente, sarcástica, como contrapunto crítico a la acción.
Ya en uno de sus primeros papeles para la gran pantalla dio la imagen que luego perfeccionaría, se trata de su personaje en Damas del teatro, siempre de vuelta de todo y a cuestas con su gato, que al final le dará una sorpresa.
En 1937, trabajó junto a Ginger Rogers y Katharine Hepburn en la película (considerada hoy como clásico) Damas del teatro.

En 1939, trabajó junto a Groucho Marx en Una tarde en el circo, hilarantes en una escena cabeza abajo pegados al techo. En 1945, junto a Joan Crawford protagonizó Alma en suplicio, papel por el que fue nominada al Oscar, sin conseguirlo. Uno de sus papeles más importantes, aunque en una película poco conocida, pero a reivindicar, fue en Adiós, mi amor (Goodbye, My Fancy) en 1951, de nuevo junto a Joan Crawford, y con un claro subtexto contra la caza de brujas de Joseph McCarthy, que se desarrollaba en aquellos años.

En 1956, llevó al cine su famoso personaje de la radio Miss Brooks, en la película Our Miss Brooks, que ya había interpretado en su adaptación a serie de televisión de 1952 a 1956. Su personaje de profesora de instituto fue tan popular que fue nombrada miembro honoraria de la Asociación Nacional de Educación, recibió un premio en 1952 de una asociación de antiguos alumnos por "humanizar a la maestra estadounidense" e incluso recibió ofertas para trabajar como tal.

En 1959, apareció junto a James Stewart y otro gran actor de carácter, Arthur O'Connell, en la famosa película de Otto Preminger Anatomía de un asesinato.

En 1966 interpreta a la enfermera Kelton en el episodio "Y luego hay tres (And Then There Were Three)" de la serie Bewitched. En el programa ella asiste a Samantha Stephens (Elizabeth Montgomery) después del nacimiento de Tabitha.

Para las generaciones más jóvenes de cinéfilos, sin embargo, es más recordada como la directora del instituto en Grease (1978), que luego repetiría en la secuela Grease 2 (1982). 

En 1983 fue elegida para protagonizar la obra teatral Moose Murders en lo que sería su regreso a Broadway después de más de una década. Pero sabiamente se retiró y fue reemplazada por la mucho más joven Holland Taylor después de una presentación preliminar, citando "diferencias artísticas". La obra se estrenó y cerró la misma noche, siendo conocida como uno de los fracasos más legendarios de la historia de Broadway. En 1985, Arden publicó su autobiografía.

## Vida personal

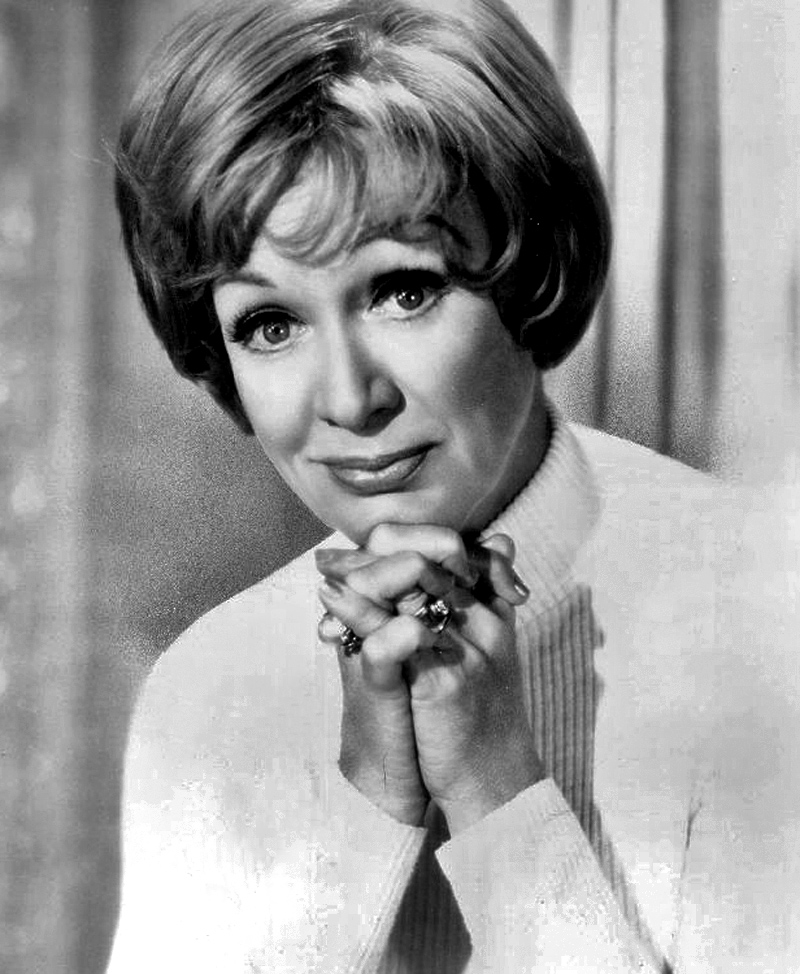
Eve Arden en 1976.

Estuvo casada de 1939 a 1947 con Ned Bergen, aunque tuvo una relación prolongada con Danny Kaye en la década de 1940, probablemente después de conocerse en su trabajo en Broadway Let's Face It! (1941). Después se casó con Brooks West en 1952, durando su matrimonio hasta la muerte de él en 1984 por una hemorragia cerebral a los 67 años. Arden adoptó un hijo con Bergen, adoptó un segundo por su cuenta como madre soltera tras su divorcio y adoptó un tercer hijo con West, que fue además padre de su cuarto y último hijo, este biológico y que dio a luz en 1954 a los 46 años.
Arden falleció en Los Ángeles de un infarto al corazón, el 12 de noviembre de 1990. Sus restos descansan en el Cementerio Westwood Village Memorial Park de Los Ángeles, California.

## Obra

### Filmografía
- Damas del teatro (1937)
- Una tarde en el circo (1939)
- Camarada X (Comrade X) (1940)
- Lo que piensan las mujeres (1941)
- Mildred Pierce (Alma en suplicio, 1945)
- The Kid from Brooklyn, de Norman Z. MacLeod (El asombro de Brooklyn, 1946)
- One Touch of Venus (Venus era mujer, 1948)
- Goodbye, My Fancy, de Vincent Sherman (Adiós, mi amor, 1951)
- The Lady Wants Mink, de William A. Seiter (La señora quiere visón, 1956)
- Our Miss Brooks (1956)
- Anatomía de un asesinato (1959)
- Grease (1978)
- Hart y Hart en España y en Latinoamérica Los Hart investigadores (1980)
- Grease 2 (1982)

### Televisión
| Año       | Título                          | Personaje                  | Notas                                                                  |
| --------- | ------------------------------- | -------------------------- | ---------------------------------------------------------------------- |
| 1951      | Starlight Theatre               | Julie Todd                 | Episodio "Julie"                                                       |
| 1952-1956 | Our Miss Brooks                 | Connie Brooks              | Protagonista de la serie de televisión basada en la película homónima. |
| 1955      | I Love Lucy                     | Ella misma                 | Cameo                                                                  |
| 1957-58   | The Eve Arden Show              | Liza Hammond               | Protagonista                                                           |
| 1959-1967 | The Red Skelton Show            | Clara Appleby              | Papel recurrente                                                       |
| 1961      | Checkmate                       | Georgia Golden             | Episodio "Death by Design"                                             |
| 1962      | My Three Sons                   | Marisa Montaine            | Episodio "A Holiday for Tramp"                                         |
| 1964      | Vacation Playhouse              | Claudia Cooper             | "He's All Yours"                                                       |
| 1965      | Laredo                          | Emma Bristow               | "Which Way Did They Go?"                                               |
| 1966      | Bewitched                       | Nurse Kelton               | "And Then There Were Three"                                            |
| 1966      | Run for Your Life               | Mame Huston                | "Who's Watching the Fleshpot?"                                         |
| 1966      | The Man from U.N.C.L.E.         | Profesora Lillian Stemmler | Episodio "The Minus-X Affair"                                          |
| 1967      | The Danny Thomas Hour           | Thelda Cunningham          | "The Royal Follies of 1933"                                            |
| 1967-1969 | The Mothers-in-Law              | Eve Hubbard                | Protagonista                                                           |
| 1969      | In Name Only                    | Aunt Theda Reeson          | Telefilme                                                              |
| 1972      | A Very Missing Person           | Hildegarde Withers         | Telefilme                                                              |
| 1972      | All My Darling Daughters        | Miss Freeling              | Telefilme                                                              |
| 1974      | The ABC Afternoon Playbreak     | Mrs. Owens                 | "Mother of the Bride"                                                  |
| 1974      | The Girl with Something Extra   | Aunt Fran                  | "The Greening of Aunt Fran"                                            |
| 1974      | Owen Marshall, Counselor at Law | Dra. Lucille Barras        | "Subject: The Sterilization of Judy Simpson"                           |
| 1975      | Harry and Maggie                | Maggie Sturdivant          | Cortometraje                                                           |
| 1975      | Ellery Queen                    | Vera Bethune / Miss Aggie  | "The Adventure of Miss Aggie's Farewell Performance"                   |
| 1977      | Maude                           | Lola Ashburn               | Episodio "Maude's Aunt"                                                |
| 1978      | A Guide for the Married Woman   | Employment lady            | Telefilme                                                              |
| 1979      | Flying High                     | Clarissa 'Wedgie' Wedge    | "It Was Just One of Those Days"                                        |
| 1979      | Vega$                           | Sarah Bancroft             | "Design for Death"                                                     |
| 1980      | The Dream Merchants             | Coralee                    | Miniserie                                                              |
| 1980      | Alice                           | Martha MacIntire           | "Alice in TV Land"                                                     |
| 1980      | The Love Boat                   | Ms. Brenda Watts           | "The Affair: Parts 1 & 2"                                              |
| 1980      | B. J. and the Bear              | Mrs. Jarvis                | "The Girls of Hollywood High"                                          |
| 1980      | Hart to Hart                    | Sophie Green               | "Does She or Doesn't She?"                                             |
| 1981      | Nuts and Bolts                  | Martha Fenton              | Telefilme                                                              |
| 1983      | Great Performances              | Queen of Hearts            | "Alice in Wonderland"                                                  |
| 1983      | Masquerade                      |                            | "Diamonds"                                                             |
| 1985      | Faerie Tale Theatre             | The Stepmother             | "Cinderella"                                                           |
| 1986      | Amazing Stories                 | La madre de Jane           | Episodio "Secret Cinema"                                               |
| 1987      | Falcon Crest                    | Lillian Nash               | "Manhunt"                                                              |

## Premios y distinciones
Premios Óscar
| Año  | Categoría               | Película         | Resultado |
| ---- | ----------------------- | ---------------- | --------- |
| 1946 | Mejor Actriz de Reparto | Alma en suplicio | Nominada  |